# Kodi Justice
Kodi Justice (ur. 3 kwietnia 1995 w Mesie) – amerykański koszykarz, występujący na pozycji rzucającego obrońcy.

## Kariera sportowa
1 marca 2019 został zawodnikiem Stelmetu Zielona Góra.
5 sierpnia 2019 dołączył do włoskiego Alma-Agenzia Per Il Lavoro Trieste.
3 września 2021 zawarł umowę ze Śląskiem Wrocław. 6 lutego 2023 opuścił klub.

## Osiągnięcia
Stan na 6 lutego 2023, na podstawie, o ile nie zaznaczono inaczej.
NCAA
- Uczestnik turnieju NCAA (2018)

Drużynowe
- Mistrz:
  - Polski (2022)[7]
  - Chorwacji (2021)
- Zdobywca Pucharu Chorwacji (2021)[8]